# 杰武尔斯基环形山
杰武尔斯基环形山（Dziewulski）是月球背面北半部一座古老的大型撞击坑，形成于酒海纪期，其名称取自波兰天文学家瓦迪斯瓦夫·杰武尔斯基(Władysław Dziewulski，1878年–1962年)，1970年被国际天文联合会批准接受。

## 描述
杰武尔斯基环形山西北毗邻巨大的约里奥环形山、南北二面分别坐落着爱迪生陨石坑和波波夫陨石坑、阿尔塔莫诺夫陨石坑位于它的东北、东面则靠近马雷陨石坑、西南横亘着阿尔比鲁尼陨石坑；一条起源于东南边缘的被称为杰武尔斯基链坑的直线型链坑向东南延伸，从波波夫陨石坑东北侧壁外穿过。环形山的中心月面坐标为20°59′N 99°01′E / 20.99°N 99.02°E，直径68.9公里，深度2.7公里。
环形山的外观呈圆形状，其外侧边缘因后续的撞击而非常破损，西南边缘坐落着卫星坑"杰武尔斯基 Q"，并几乎占据了陨坑内整个西南区；北侧边缘也被严重破坏，东南边缘则覆盖着三座小月坑。环形山坑壁平均高出周边地表1230米，内部容积3400公里³。坑内底表平坦，中间坐落着一座小撞击坑。

## 卫星陨石坑
按照惯例，最靠近杰武尔斯基环形山的卫星坑在月图上以字母标注在该坑中心点的旁边。
| 杰武尔斯基 | 纬度    | 经度    | 直径    |
| ---------- | ------- | ------- | ------- |
| Q          | 20.5° N | 98.2° E | 32 公里 |

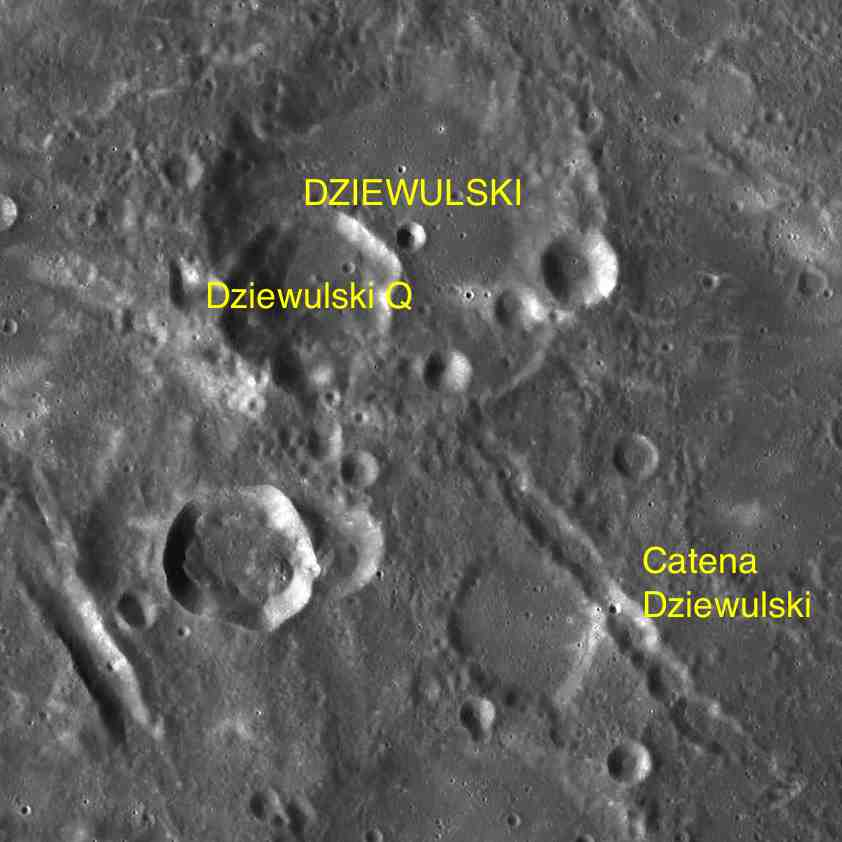
LAC-46 地图.

- 卫星坑"杰武尔斯基 Q"形成于酒海纪[1]。